# Аксолотль
Аксоло́тль (кл. науатль Āxōlōtl, лат. Ambystoma mexicanum) — неотеническая личинка некоторых видов амбистом, земноводных из семейства амбистомовых (Ambystomidae) отряда хвостатых (Caudata).
Особенность аксолотля состоит в том, что он достигает половой зрелости и становится способным к размножению, не превратившись во взрослую форму, не претерпев метаморфоз. У этих личинок хорошо развита щитовидная железа, но она обычно не вырабатывает достаточное количество индуцирующего метаморфозы гормона тироксина. Однако, если переселить аксолотля в более сухую и прохладную среду или понизить уровень воды при домашнем разведении, он превращается во взрослую амбистому. Превращение аксолотля в амбистому можно вызвать также добавлением в пищу или инъекцией гормона тироксина. Превращение может произойти в течение нескольких недель, при этом исчезнут наружные жабры аксолотля, изменится окраска, форма тела. Но вводить аксолотля в метаморфоз без поддержки специалиста опасно для жизни животного. Как правило, попытки в домашних условиях превратить аксолотля в амбистому в большинстве случаев заканчиваются смертью животного.
Чаще всего название «аксолотль» применяют по отношению к личинке мексиканской амбистомы (большинство содержащихся в лабораторных или домашних условиях аксолотлей принадлежат к этому виду) или тигровой амбистомы, но так можно назвать личинку любой амбистомы, способной к неотении.
В естественной среде обитания живут 5-6 лет, в неволе могут прожить 15 лет. Почти все живущие в неволе аксолотли являются потомками 33 особей, которых добыли в озере Сочимилько на юге столицы Мексики города Мехико и привезли в Париж во время англо-франко-испанской интервенции в Мексику в 1864 году. Озеро Сочимилько осталось единственным местом обитания аксолотлей в природе. Им грозит полное вымирание из-за появления там хищных рыб и антропогенного изменения водной среды.

## Название
В дословном переводе с классического науатля аксолотль (точнее «ашолотль», āxōlōtl [aːˈʃoːloːtɬ]) — «водяная собака», «водяное чудище» (ср. ātl — вода, xōlōtl — собака / чудище, вместе — axōlōtl), что вполне соответствует его внешнему виду.

## Морфологические признаки
Аксолотль похож на крупного головастого тритона с торчащими в стороны тремя парами наружных жабр. Голова у аксолотля очень большая и широкая, несоразмерная с телом, рот тоже широкий, а глазки маленькие — создаётся впечатление, что личинка всё время улыбается. Помимо прочего, эти животные обладают способностью регенерировать утраченную часть тела, в том числе и фрагменты жабр. Общая длина — до 30 см. Как и все личинки хвостатых земноводных, аксолотли ведут хищный образ жизни. Едят насекомых, червей, моллюсков, небольших рыб.

## Размножение
Через год достигают половой зрелости. В природе размножаются раз в год, в марте — июне. Откладывают 100—300 яиц (икринок). 

## Содержание
Аксолотли сложны в содержании. В частности, это связано с трудностями поддержания нужного температурного режима в условиях квартиры, особенно летом. Для нормального самочувствия и стабильной работы иммунной системы аксолотлям требуется вода с температурой ниже 21°C. Их содержание при более высоких температурах ведет к проблемам с аэрацией, частым заболеваниям и смерти. Аксолотли представляют опасность друг для друга и для небольших рыб, а большие рыбы представляют опасность для них, так как могут объедать жабры аксолотлей. Для содержания аксолотлей требуется чистая вода, свободная от хлора, нейтральная или чуть жёсткая, около 50 литров на молодую особь, 100 на взрослую. Перенаселение аквариума может привести к тому, что более крупная особь убьёт более мелкую. Фильтрация воды отличается от той, которая нужна аквариумным рыбам. Аксолотлей нельзя кормить обычным кормом для рыб или мясом (субпродуктами) теплокровных животных, так как аксолотли не могут переварить соответствующие белки. Брать аксолотля в руки нежелательно, так как температура неохлаждённых рук человека слишком высока для него.
На эмбрионах аксолотля удобно изучать первичную индукцию, процессы специализации тканей, развития органов чувств и пр. Они используются в опытах по эмбриональной трансплантации и пересадке ядер.
- Аксолотль мексиканской амбистомы (Ambystoma mexicanum) (лейкистическая окраска)
- Аксолотль тигровой амбистомы (Ambystoma tigrinum)
- Аксолотль коренастой амбистомы (Ambystoma andersoni)